# Death of an Optimist
Death of an Optimist — дебютный альбом канадско-американского хип-хоп исполнителя grandson. Альбом был выпущен 4 декабря 2020 года под лейблом Fueled by Ramen. По словам музыканта, альбом представляет собой критический взгляд на все, что происходило в 2020 году.

## Запись альбома
Предыдущий мини-альбом grandson A Modern Tragedy Vol. 3 был выпущен 13 сентября 2019 года. После выпуска третьего и последнего мини-альбома A Modern Tragedy, Бенджамин начал работу над своим первым студийным альбомом.
Анонс альбома состоялся 25 сентября 2020 года, вместе с выпуском сингла «Dirty». Предыдущие синглы с альбома, «Identity» и «Riptide», были выпущены 26 июня и 31 июля 2020 года соответственно. «We Did It!!!» был выпущен 13 сентября 2020 года.

## Список треков
Вся музыка написана Джорданом Бенджамином.
| №                   | Название                             | Длительность |
| ------------------- | ------------------------------------ | ------------ |
| 1.                  | «Death of an Optimist // Intro»      | 2:31         |
| 2.                  | «In Over My Head»                    | 3:18         |
| 3.                  | «Identity»                           | 3:36         |
| 4.                  | «Left Behind»                        | 3:25         |
| 5.                  | «Dirty»                              | 3:28         |
| 6.                  | «The Ballad of G and X // Interlude» | 2:22         |
| 7.                  | «We Did It!!!»                       | 2:49         |
| 8.                  | «WWIII»                              | 3:22         |
| 9.                  | «Riptide»                            | 3:12         |
| 10.                 | «Pain Shopping»                      | 3:17         |
| 11.                 | «Drop Dead»                          | 3:09         |
| 12.                 | «Welcome to Paradise // Outro»       | 3:31         |
| Общая длительность: | Общая длительность:                  | 38:00        |